# Hardé Kadam
Hardé Kadam (ou Hardeo, Hardewo Kadam) est une localité du Cameroun située dans l'arrondissement de Ndoukoula, le département du Diamaré et la région de l’Extrême-Nord. Elle fait partie du canton de Zongoya.

## Population
En 1975, la localité comptait 35 habitants, des Mofu. 
Lors du recensement de 2005, on y a dénombré 116 personnes.